# FK Jablonec
FK Jablonec is een Tsjechische voetbalclub uit Jablonec nad Nisou.

## Geschiedenis
De club werd in 1945 opgericht en speelde lange tijd in de lagere klassen. In 1963 slaagde Jiskra Jablonec erin te promoveren naar de 2de klasse. Een jaar later werd de naam in TJ LIAZ veranderd, LIAZ was een autofabriek uit de naburige stad Liberec. In 1970 haalde de club de finale van de beker van Tsjechië (de voorronde van de Tsjechoslowaakse beker) maar verloor daarin van TJ Gottwaldov. Vier jaar later promoveerde de club naar de hoogste klasse maar kon daar maar één seizoen stand houden.
In 1986 verzeilde de club opnieuw in de 3de klasse en kon pas in 1992 terugkeren naar 2de. In 1993 maakte de club kans op promotie, maar verloor in een barragewedstrijd van eersteklasser Bohemians Praag. Een jaar later promoveerde de club en kon zich sindsdien handhaven in de hoogste klasse. In juli 2008 veranderde de clubnaam in FK Baumit Jablonec.

## Erelijst
| Nationaal            |    |            |
| 2. liga              | 1× | 1994       |
| Beker van Tsjechië   | 2× | 1998, 2013 |
| Tsjechische Supercup | 1× | 2013       |

## Naamsveranderingen
- 1945 – Opgericht als Český SK Jablonec
- 1945 – SK Jablonec
- 1948 – Sokol Jablonec
- 1949 – ZSJ Preciosa Jablonec
- 1953 – DSO Jiskra Jablonec
- 1961 – TJ Jiskra Bizuterie Jablonec
- 1963 – TJ LIAZ Jablonec nad Nisou (Tělovýchovná jednota Liberecké automobilové závody Jablonec nad Nisou)
- 1993 – TJ Sklobižu Jablonec nad Nisou (Tělovýchovná jednotka Sklobižu Jablonec nad Nisou)
- 1994 – FK Jablonec nad Nisou (Fotbalový klub Jablonec nad Nisou, a.s.)
- 1997 – FK Jablonec 97 (Fotbalový klub Jablonec 97, a.s.
- 2008 – FK Baumit Jablonec (Fotbalový klub Baumit Jablonec, a.s.)
- 2015 – FK Jablonec (Fotbalový klub Jablonec, a.s.)

## Eindklasseringen vanaf 1994 (grafiek)
| 1 |

| 10 |

| 3 |

| 3 |

| 6 |

| 12 |

| 14 |

| 12 |

| 9 |

| 12 |

| 10 |

| 6 |

| 8 |

| 9 |

| 12 |

| 5 |

| 2 |

| 3 |

| 8 |

| 4 |

| 11 |

| 3 |

| 7 |

| 8 |

| 3 |

| 4 |

| 4 |

| 3 |

| 13 |

| 13 |

| 11 |

| 5 |

| Fortuna liga | Fotbalová národní liga | ČFL / MSFL |

## FK Jablonec in Europa
FK Jablonec speelt sinds 1997 in diverse Europese competities. Hieronder staan de competities en in welke seizoenen de club deelnam:
- Champions League

-
- Europa League (8x)

2010/11, 2011/12, 2013/14, 2015/16, 2018/19, 2019/20, 2020/21, 2021/22
- Conference League (1x)

2021/22
- Europacup II (1x)

1998/99
- UEFA Cup (2x)

1997/98, 2007/08

## Bekende (ex-)spelers
- Ján Greguš
- Adam Hloušek
- Pavel Horváth
- Tomáš Hübschman
- Tomáš Jun
- Štěpán Kučera
- David Lafata
- Marek Matějovský
- Tomáš Necid
- Ladislav Novák
- Tomáš Pekhart
- Martin Petráš
- Milan Petržela
- Daniel Rossi
- Valērijs Šabala
- David Střihavka
- Michal Trávník
- Ondřej Vaněk